# Abd el-Halím Mohammed
Abd el-Halím Mohammed (arabul: عبد الحليم محمد, a nemzetközi sajtóban Abdel Halim Mohamed; Omdurmán, 1910. április 10. – Kartúm, 2009. április 16.) szudáni nemzetközi labdarúgó-játékvezető, sporttisztviselő.

## Pályafutása

### Nemzeti játékvezetés
Játékvezetésből Omdurmánban vizsgázott. Az Omdurmáni Labdarúgó-szövetség által üzemeltetett labdarúgó bajnokságokban kezdte sportszolgálatát. A Szudáni Labdarúgó-szövetség Játékvezető Bizottságának (JB) minősítésével a Sudan Premier League játékvezetője. Küldési gyakorlat szerint rendszeres partbírói szolgálatot is végzett. A nemzeti játékvezetéstől 1974-ben visszavonult.

### Nemzetközi játékvezetés
Ebben a korban a nemzetközi mérkőzésekre, tornákra meghívott (nemzeti JB által küldött) partbírók még nem tartoztak a FIFA JB keretébe. Több nemzetek közötti válogatott és klubmérkőzésen segítette a játékvezetőt az oldalvonal mellől. A  nemzetközi játékvezetéstől 1974-ben búcsúzott.

#### Labdarúgó-világbajnokság
Az 1974-es labdarúgó-világbajnokságon a FIFA JB kizárólag partbíróként alkalmazta.
Partbírói mérkőzéseinek száma világbajnokságon: 1. 
| Időpont          | Helyszín                  | Mérkőzés típusa              | Mérkőzés          | Játékvezető       | Eredmény | Nézők száma |
| ---------------- | ------------------------- | ---------------------------- | ----------------- | ----------------- | -------- | ----------- |
| 1974. június 15. | Olimpiai Stadion, München | csoportmérkőzés (4. csoport) | Olaszország–Haiti | Vicente Llobregat | 3 – 1    | 51 100      |

## Sportvezetőként
A  Szudáni Labdarúgó-szövetség elnöke. 1968–1982 között a szudáni Olimpiai Bizottság és a Nemzetközi Olimpiai Bizottság tagja, majd tiszteletbeli tagja az olimpiai szervezetnek. 1957-ben az Afrikai Labdarúgó-szövetség (CAF) megalakításának egyik központi szervezője. Az egyiptomi Mohamed Abdelaziz Moustapha elnököt váltva, a 8. CAF Közgyűlés egyhangú szavazatával 1968–1972 között a  CAF 3. elnöke. 1972-ben az etióp Ydnekatchew Tessema vette át a CAF irányítását. Tessema halálát követően 1987–1988 között a választásokig átmeneti elnök. 1988. március 10-én az új elnök a kameruni Issa Hayatou lett. Aktívan közreműködött az afrikai kupa versenysorozat létrehozásáért. A 2004. évi nyári olimpiai játékok paralimpiai versenyein Szudán képviseletében az Olimpiai Bizottság főtitkáraként tevékenykedett.

## Politikai vezetőként
1964–1965 között a szudáni időközi koalíciós kormány elnöke, irányításával megnyitották az utat a választásokhoz.

## Kapcsolódó szócikk
- Szudán a 2004. évi nyári olimpiai játékokon